# Vorrberget
Vorrberget är ett naturreservat i Vindelns kommun i Västerbottens län.
Området är naturskyddat sedan 2006 och är 55 hektar stort. Reservatet omfattar de västra sluttningarna av Vorrbget och består av gammal naturskog med sumpskog längst ner.